# Eleição municipal de Boa Vista em 2004
A eleição municipal de Boa Vista em 2004 ocorreu em 3 de outubro de 2004 para eleger um prefeito, um vice-prefeito e 21 vereadores. Houve a reeleição da prefeita Teresa Jucá do Partido Popular Socialista (PPS) ainda no primeiro turno com 63.024 votos (56,71% dos votos válidos). O segundo lugar ficou com o deputado estadual Neudo Campos do Partido Progressista (PP) conseguindo 24.123 votos (21,70% dos votos válidos). 

## Candidatos
|  | Nº | Candidato(a) a prefeito | Candidato(a) a prefeito                                | Candidato(a) a vice-prefeito | Candidato(a) a vice-prefeito                       | Coligação |
|  | -- | ----------------------- | ------------------------------------------------------ | ---------------------------- | -------------------------------------------------- | --- |
|  | 11 |                         | Neudo Campos (PP) Neudo Ribeiro Campos                 |                              | Dra. Odete Domingues (PP) Odete Irene Domingues    | Boa Vista ao Trabalho - Partido Progressista (Brasil) (PP) - Partido Social Liberal (PSL) - Partido Trabalhista Nacional (PTN) - Partido da Frente Liberal (PFL) - Partido dos Aposentados da Nação (PAN) - Partido da Social Democrata Cristão (PSDC) - Partido Humanista da Solidariedade (PHS) - Partido Republicano Progressista (PRP) - Partido de Reedificação da Ordem Nacional (PRONA) - Partido Trabalhista do Brasil (PTdoB) |
|  | 23 |                         | Teresa Jucá (PPS) Maria Teresa Saenz Surita Jucá       |                              | Iradilson Sampaio (PPS) Iradilson Sampaio de Souza | Construindo Boa Vista - Partido Popular Socialista (PPS) - Partido dos Trabalhadores (PT) - Partido Trabalhista Brasileiro (PTB) - Partido do Movimento Democrático Brasileiro (PMDB) - Partido da Mobilização Nacional (PMN) - Partido Trabalhista Cristão (PTC) - Partido Verde (PV) - Partido Comunista do Brasil (PCdoB) |
|  | 28 |                         | Junior da Vanda Garimpeiro (PRTB) Carlos Evandro Rocha |                              | Alex Junior (PRTB) Alexsandro Rodrigues de Araújo  | Sem coligação - Partido Renovador Trabalhista Brasileiro (PRTB) |
|  | 29 |                         | Ariomar Farias (PCO) Ariomar Farias de Lima            |                              | Késia Silva (PCO) Késia Silva Sousa                | Sem coligação - Partido da Causa Operária (PCO) |
|  | 40 |                         | Otoniel Ferreira (PSB) Otoniel Ferreira de Souza       |                              | Marcos Jucelir (PL) Marcos Jucelir Meira da Silva  | Compromisso com Boa Vista - Partido Socialista Brasileiro (PSB) - Partido Liberal (PL) |
|  | 45 |                         | Júlio Martins (PSDB) Júlio Augusto Magalhães Martins   |                              | Antonio Brito (PSDB) Antonio de Brito Sobrinho     | Sem coligação - Partido da Social Democracia Brasileira (PSDB) |

## Antecedentes
Na eleição anterior, Teresa Jucá foi eleita prefeita pelo Partido da Social Democracia Brasileira (PSDB) com 36.101 votos, ou 44,37% dos 81.352 votos válidos. Venceu o Prefeito e candidato à reeleição Ottomar Pinto (PTB), que obteve apenas 29,96% dos votos.

## Resultado da eleição para prefeito
| 1º Turno 3 de outubro de 2004     | 1º Turno 3 de outubro de 2004 | 1º Turno 3 de outubro de 2004 | 1º Turno 3 de outubro de 2004 |
| Candidato(a)                      | Vice                          | Votação                       | Votação                       |
| Candidato(a)                      | Vice                          | Total                         | Porcentagem                   |
| --------------------------------- | ----------------------------- | ----------------------------- | ----------------------------- |
| Teresa Jucá (PPS)                 | Iradilson Sampaio (PPS)       | 63.024                        | 56,71%                        |
| Neudo Campos (PP)                 | Dra. Odete Domingues (PP)     | 24.123                        | 21,71%                        |
| Júlio Martins (PSDB)              | Antonio Brito (PSDB)          | 16.130                        | 14,51%                        |
| Otoniel Ferreira (PSB)            | Marcos Jucelir (PL)           | 5.290                         | 4,76%                         |
| Junior da Vanda Garimpeiro (PRTB) | Alex Junior (PRTB)            | 1.725                         | 1,55%                         |
| Ariomar Farias (PCO)              | Késia Silva (PCO)             | 840                           | 0,76%                         |
| Total de votos válidos            | Total de votos válidos        | 111.132                       | 100,00%                       |
| Votos apurados                    |                               |                               |                               |
| Votos válidos                     | Votos válidos                 | 111.132                       | 94,28%                        |
| Votos em branco                   | Votos em branco               | 1.651                         | 1,40%                         |
| Votos nulos                       | Votos nulos                   | 5.091                         | 4,32%                         |
| Total de votos apurados           | Total de votos apurados       | 117.874                       | 100,00%                       |
| Eleitores                         |                               |                               |                               |
| Comparecimento                    | Comparecimento                | 117.874                       | 81,59%                        |
| Abstenções                        | Abstenções                    | 26.591                        | 18,41%                        |
| Total de eleitores                | Total de eleitores            | 144.465                       | 100,00%                       |

### Candidatos a vereador[3]
| Candidatos                          | Partido | Votos | Votos |
| Candidatos                          | Partido | Total | %     |
| ----------------------------------- | ------- | ----- | ----- |
| Daniel Lima                         | PTN     |       |       |
| Ivo de Souza Pereira                | PTN     | 1.430 | 1,27  |
| Telmário Mota                       | PSDC    |       |       |
| Graça Neves                         | PSDC    |       |       |
| Raimundo Moraes                     | PP      |       |       |
| Marinei Gomes dos Santos            | PP      |       |       |
| Ilda Cardoso da Silva               | PP      |       |       |
| Paulo Bastos Linhares               | PP      |       |       |
| Doralice dos Anjos de Melo          | PP      |       |       |
| João Batista Barros                 | PT      |       |       |
| Euripes Rosa                        | PT      |       |       |
| Manoel Ribeiro Lobo Junior          | PV      |       |       |
| Francisco das Chagas de Albuquerque | PV      |       |       |
| Maria Irone de Andrade              | PAN     |       |       |
| Sócrates Socorro de Assis Gonçalves | PCdoB   |       |       |
| Antonio Marcos Silva de Araújo      | PCdoB   |       |       |
| Cristiane Roiz Gutierres            | PCdoB   |       |       |
| João da Costa Marcelino             | PCdoB   |       |       |
| Milca Alves França                  | PCdoB   |       |       |
| José Augusto Carvalho Brito         | PCdoB   |       |       |
| Lídia Lopes Pereira                 | PCdoB   |       |       |
| Leopoldo Nogueira Junior            | PCO     |       |       |
| Leonardo Pantaleão Sousa Filho      | PCO     |       |       |